# Кару
Кару (итал. Carrù) је насеље у Италији у округу Кунео, региону Пијемонт.
Према процени из 2011. у насељу је живело 3134 становника. Насеље се налази на надморској висини од 363 м.

## Становништво
| 1936. | 1951. | 1961. | 1971. | 1981. | 1991. | 2001. | 2011. |
| ----- | ----- | ----- | ----- | ----- | ----- | ----- | ----- |
| 4.298 | 4.278 | 4.046 | 4.075 | 4.138 | 3.957 | 4.006 | 4.428 |